# تاديغوست
 تاديغوست (بالإنجليزية: TADIGHOUST)‏ هي جماعة قروية تابعة لإقليم الرشيدية ضمن جهة درعة تافيلالت بالمغرب. بلغ مجموع عدد سكان  تاديغوست حسب إحصاءات 2004 حوالي 7346 نسمة يعيشون في 1218 أسرة.

## إحصاء عام
| السنة | عدد السكان | عدد الأسر | عدد الأجانب |
| ----- | ---------- | --------- | ----------- |
| 1994  | 7959       | 1265      | °°°°        |
| 2004  | 7346       | 1218      | 1           |

## دواوير الجماعة
الحارة ،تزرار،قصر الشريف،أورير،زنبا ،تزياط ،موي ،البرج الجديد و القديم ،تزياط ،